# Orovička Planina
Orovička Planina (en serbe cyrillique : Оровичка Планина) est un village de Serbie situé dans la municipalité de Ljubovija, district de Mačva. Au recensement de 2011, il comptait 161 habitants.

## Démographie
| 1948 | 1953 | 1961 | 1971 | 1981 | 1991 | 2002 | 2011 |
| ---- | ---- | ---- | ---- | ---- | ---- | ---- | ---- |
| 487  | 521  | 519  | 431  | 356  | 283  | 201  | 161  |

|  |